# Utbildning i skydd mot olyckor
Utbildning i skydd mot olyckor (SMO) är en tvåårig eftergymnasial utbildning som riktar sig till personer som vill arbeta som brandmän och med räddning och säkerhet. Utbildningen bedrivs vid Myndigheten för samhällsskydd och beredskaps (MSB) två skolor i Revinge och Sandö, men kan även läsas på distans.
Förutom teoretisk utbildning och praktisk övning innefattar utbildningen praktik på en räddningstjänst och på ett företag eller en institution.